# باشگاه فوتبال آخال
باشگاه فوتبال آخال آب‌نو (ترکمنی: Ahal Änew Futbol Kluby) یک باشگاه فوتبال ترکمنستانی است که در استان آخال واقع شده‌است. این باشگاه در سال ۱۹۸۹ تأسیس شد. این باشگاه مسابقات خانگی خود را در ورزشگاه عشق‌آباد برگزار می‌کند.